# ФК «Крылья Советов» в сезоне 1996
Сезон 1996 — 53-й сезон «Крыльев Советов», в том числе 31-й сезон в первом по значимости дивизионе страны (СССР/Россия).

## События
8 мая после окончания встречи с московским «Спартаком», футболисты команды гостей буквально прорывались сквозь строй болельщиков к своему автобусу, а когда, наконец, оказались в нем, то в него полетели камни, в результате чего несколько стекол автобуса было выбито. Бюро КДК ПФЛ дисквалифицировало стадион «Металлург» на три игры. Кроме того, за грубое нарушение требований регламента президент «Крылья Советов» Борис Вальков оштрафован на 500 000 рублей, а тренер команды Анатолий Кикин отстранен от выполнения своих обязанностей до конца сезона 1996 года.
стадионы
| Стадион            | Матчи | Зрители | в среднем |
| ------------------ | ----- | ------- | --------- |
| Металлург (Самара) | 14    | 189 000 | 13 500    |
| Торпедо (Тольятти) | 3     | 8000    | 2667      |
| Всего              | 17    | 197 000 | 11 588    |

17 июля «Крылья Советов» сыграли с командой «Жемчужина» — 2:2. Это был последний штрафной матч, который самарцам пришлось проводить в Тольятти, из-за дисквалификации на три игры своего стадиона «Металлург». Бумажная неразбериха в ПФЛ привела к тому, что лишь спустя три недели после матча самарским «Крыльям» было засчитано поражение за участие в игре дисквалифицированного Александра Цыганкова.
3 ноября в Сочи «Крылья» пропустили 2000-й гол во всех чемпионатах страны от игрока «Жемчужины» Гочи Гогричиани.
По итогам сезона команда завоевала приз «Справедливой игры».

## Чемпионат России
| М  | Команда          | И  | В  | Н  | П  | Мячи    | ±   | О  |
| -- | ---------------- | -- | -- | -- | -- | ------- | --- | -- |
| 7  | Балтика          | 34 | 12 | 10 | 12 | 44 − 35 | +9  | 46 |
| 8  | Локомотив (Н.Н.) | 34 | 13 | 6  | 15 | 39 − 50 | −11 | 45 |
| 9  | Крылья Советов   | 34 | 12 | 9  | 13 | 31 − 38 | −7  | 45 |
| 10 | Зенит            | 34 | 13 | 4  | 17 | 32 − 37 | −5  | 43 |
| 11 | Ростсельмаш      | 34 | 11 | 8  | 15 | 58 − 60 | −2  | 41 |

И — игры, В — выигрыши, Н — ничьи, П — проигрыши, Мячи — забитые и пропущенные голы, ± — разница голов, О — очки

| 2 марта 1 тур | Спартак-Алания (Владикавказ) | 1:0   | Крылья Советов | Москва                                                            |
| | Касымов 2′                   | отчёт |                | Стадион: Лужники Зрителей: 34 000 Судья: Виктор Филиппов (Москва) |
| Спартак-Алания (Владикавказ): Хапов, Пагаев, Корниенко, Шелия, И.Джиоев (к), Тетрадзе, Тедеев (Климов, 80), Яновский, Касымов, Канищев (Джамараули, 65), Тимофеев Крылья Советов: Ю.Шишкин, С.Шишкин, Мазур, Резанцев, Цилюрик (Циклаури, 38, Лагутко, 70), Макеев, Цыганков, Аверьянов, Орешников, Булатов, Авалян (к) |                              |       |                |                                                                   |

| 9 марта 2 тур | Черноморец (Новороссийск) | 0:1   | Крылья Советов      | Новороссийск                                                   |
| |                           | отчёт | 87′ (пен.) Резанцев | Стадион: Труд Зрителей: 12 000 Судья: Сергей Хусаинов (Москва) |
| Черноморец (Новороссийск): Щукин, Шкурин, Сосницкий, Епископосян, Геращенко, Майоров, Масалитин, Кирьянов (Имреков, 33, Крутов, 55), Герасимов (Быков, 68), Догузов (к), Мархель Крылья Советов: Ю.Шишкин, С.Шишкин, Мазур, Резанцев, Орешников, Макеев, Цыганков, Аверьянов (Корчагин, 70), Минашвили (Циклаури, 76), Булатов, Авалян (к) (Лагутко, 85) |                           |       |                     |                                                                |

| 16 марта 3 тур | Ротор (Волгоград) | 1:1   | Крылья Советов | Волгоград                                                                                   |
| | Макеев 37′ (авт.) | отчёт | 14′ Минашвили  | Стадион: Центральный стадион профсоюзов Зрителей: 10 000 Судья: Фейзудин Эрзиманов (Москва) |
| Ротор (Волгоград): Саморуков, Шмарко, Беркетов (Бурлаченко, 75), Геращенко (к), Тищенко (Потыльчак, 34), Борзенков, Корниец, Нидергаус, Веретенников, Есипов, Жуненко Крылья Советов: Ю.Шишкин, С.Шишкин, Мазур, Резанцев, Орешников, Макеев, Цыганков, Корчагин, Минашвили (Циклаури, 56), Булатов, Авалян (к) (Анищенко, 88) |                   |       |                |                                                                                             |

| 23 марта 4 тур | Крылья Советов | 1:0   | Локомотив (Москва) | Самара                                                                 |
| | Булатов 43′    | отчёт |                    | Стадион: Металлург Зрителей: 12 000 Судья: Лом-Али Ибрагимов (Грозный) |
| Крылья Советов: Ю.Шишкин, С.Шишкин, Мазур, Резанцев, Орешников, Макеев (Цилюрик, 55), Цыганков (Корчагин, 64), Аверьянов, Минашвили (Лагутко, 75), Булатов, Авалян (к) Локомотив (Москва): Биджиев, Соломатин, Дроздов (Катасонов, 46), Харлачев (Маминов, 77), Черевченко, Чугайнов, Косолапов (к), Гуренко, Джанашия, Елышев, Гарин |                |       |                    |                                                                        |

| 30 марта 5 тур | Крылья Советов                             | 3:1   | Балтика (Калининград) | Самара                                                          |
| | Орешников 17′ · Авалян 30′ · Аверьянов 58′ | отчёт | 10′ Низовцев          | Стадион: Металлург Зрителей: 8000 Судья: Сергей Анохин (Москва) |
| Крылья Советов: Ю.Шишкин, С.Шишкин, Мазур, Резанцев, Орешников, Цилюрик, Цыганков, Аверьянов, Минашвили (Циклаури, 66), Булатов, Авалян (к) (Лагутко, 74) Балтика (Калининград): Помазун, Малай, Перминов, Румянцев (к) (Никифоров, 71), Даев, Навоченко, Дементьев (Баранов, 57), Яблонский, Низовцев, Булатов (Шуканов, 77), Силин |                                            |       |                       |                                                                 |

| 6 апреля 6 тур | Крылья Советов | 1:0   | ЦСКА (Москва) | Самара                                                             |
| | Булатов 85′    | отчёт |               | Стадион: Металлург Зрителей: 18 000 Судья: Сергей Гусев (Тобольск) |
| Крылья Советов: Ю.Шишкин, С.Шишкин, Мазур, Резанцев, Орешников, Цилюрик, Шмонин, Аверьянов, Минашвили (Лагутко, 66, Циклаури, 85), Булатов, Авалян (к) (Анищенко, 88) ЦСКА (Москва): Тяпушкин, Радимов, Ульянов, Иванов, Мамчур (Первушин, 46), Бушманов, Семак (к), Матвеев, Минько, Лебедь (Сергеев, 46), Герасимов |                |       |               |                                                                    |

| 13 апреля 7 тур | Лада (Тольятти) | 0:0   | Крылья Советов | Тольятти                                                                    |
| |                 | отчёт |                | Стадион: Торпедо (Тольятти) Зрителей: 12 000 Судья: Андрей Бутенко (Москва) |
| Лада (Тольятти): Гаус (к), Трофименко, Табаков, Серченков, Зайцев, Деменко, Мирошниченко, Бахарев (Бавыкин, 70), Крячик, Сепашвили (Мухадов, 68), Никитин (Бузникин, 73) Крылья Советов: Ю.Шишкин, С.Шишкин, Мазур, Резанцев, Орешников, Цилюрик (Макеев, 57), Цыганков, Аверьянов, Минашвили (Циклаури, 37), Булатов, Авалян (к) (Шмонин, 89) |                 |       |                |                                                                             |

| 20 апреля 8 тур | Крылья Советов | 1:0   | Текстильщик (Камышин) | Самара                                                        |
| | Макеев 53′     | отчёт |                       | Стадион: Металлург Зрителей: 15 000 Судья: Игорь Синер (Омск) |
| Крылья Советов: Ю.Шишкин, С.Шишкин, Мазур, Резанцев, Орешников, Макеев, Цыганков, Аверьянов, Циклаури (Анищенко, 82), Булатов, Авалян (к) Текстильщик (Камышин): Корнюхин, Герасимов (Соловьев, 57), Тернавский, Лысенко, Орлов (Спрогис, 47), Гаглоев, Абрамов, Матвиенко, Иванов, Трухлов (Ю.Коновалов, 57), Наталушко (к) |                |       |                       |                                                               |

| 27 апреля 9 тур | Локомотив (Нижний Новгород) | 1:0   | Крылья Советов | Нижний Новгород                                                     |
| | Кураев 8′ (пен.)            | отчёт |                | Стадион: Локомотив Зрителей: 10 000 Судья: Валентин Иванов (Москва) |
| Локомотив (Нижний Новгород): Сацункевич, Осколков, Афанасьев, Кураев, Тройнин (Бесчастных, 58), Казаков (к), Шурко (Власов, 39), Гецко (Найданов, 75), Кашенцев, Божко, Рапейко Крылья Советов: Ю.Шишкин, С.Шишкин, Мазур, Резанцев, Орешников, Макеев (Минашвили, 70), Цыганков, Аверьянов, Циклаури, Булатов, Авалян (к) |                             |       |                |                                                                     |

| 4 мая 10 тур | Уралмаш (Екатеринбург) | 1:1   | Крылья Советов | Екатеринбург                                                    |
| | Ханкеев 54′            | отчёт | 52′ Минашвили  | Стадион: УЗТМ Зрителей: 6000 Судья: Фейзудин Эрзиманов (Москва) |
| Уралмаш (Екатеринбург): Армишев, Федотов (к) (Осинов, 33), Морозов, Литвинов (Арефьев, 72), Блужин, Ямлиханов, Бахтин (Кокарев, 64), Ханкеев, Передня, Ромащенко, Мочуляк Крылья Советов: Ю.Шишкин, С.Шишкин, Мазур, Резанцев, Орешников, Макеев, Цыганков, Аверьянов, Минашвили (Циклаури, 61), Булатов, Авалян (к) (Лагутко, 84) |                        |       |                |                                                                 |

| 8 мая 11 тур | Крылья Советов | 1:1            | Спартак (Москва)     | Самара                                                                |
| | Минашвили 20′  | отчёт СМ отчёт | 83′ (пен.) Никифоров | Стадион: Металлург Зрителей: 28 000 Судья: Владимир Гамеев (Протвино) |
| Крылья Советов: Ю.Шишкин, С.Шишкин, Мазур, Резанцев, Орешников, Макеев, Цыганков (Шмонин, 73), Аверьянов, Минашвили (Лагутко, 71), Булатов, Авалян (к) Спартак (Москва): Филимонов, Ананко (Горлукович, 46), Никифоров, Цымбаларь, Евсеев, Липко, Пятницкий (к) (Ширко, 60), Аленичев (Мелёшин, 27), Титов, Кечинов, Тихонов |                |                |                      |                                                                       |

| 15 мая 12 тур | Камаз-Чаллы (Набережные Челны) | 0:0 | Крылья Советов | Набережные Челны                                              |
| |                                |     |                | Стадион: КАМАЗ Зрителей: 10 000 Судья: Сергей Анохин (Москва) |
| Камаз-Чаллы (Набережные Челны): Захарчук, Варламов, Ефремов, Клонцак (к), Алексаненков, Винников (Илатовский, 64), Барышев (Прыгунов, 81), Аль-Шагран, Аль-Шебат, Бабенко, Джишкариани Крылья Советов: Ю.Шишкин, Цилюрик, Мазур, Резанцев, Орешников (Анищенко, 69), Шмонин, Цыганков, Грибов, Минашвили, Булатов, Авалян (к) |                                |     |                |                                                               |

| 18 мая 13 тур | Крылья Советов | 0:2   | Динамо (Москва)           | Тольятти                                                                 |
| |                | отчёт | 14′ Терёхин · 80′ Черышев | Стадион: Торпедо Зрителей: 5000 Судья: Сергей Лапочкин (Санкт-Петербург) |
| Крылья Советов: Ю.Шишкин, Грибов, Мазур, Резанцев, Анищенко, Макеев, Цыганков, Аверьянов, Минашвили, Булатов (Шмонин, 82), Авалян (к) (Цилюрик, 82) Динамо (Москва): Сметанин (к), Яхимович, Штанюк, Колотовкин, Некрасов, Кобелев, С.Гришин (Сафронов, 63), Черышев, Кузнецов, Р.Гусев (А.Гришин, 71), Терехин |                |       |                           |                                                                          |

| 2 июля 14 тур | Торпедо (Москва) | 1:0   | Крылья Советов | Москва                                                          |
| | Камнев 47′       | отчёт |                | Стадион: Торпедо Зрителей: 3200 Судья: Валентин Иванов (Москва) |
| Торпедо (Москва): Пчельников, Востросаблин (к), Махмутов, Леонченко, Корнаухов, Круковец, Камольцев (Прокопенко, 61), Николаев (Бородкин, 52), Камнев, Аваков, Агашков Крылья Советов: Ю.Шишкин, С.Шишкин, Мазур, Резанцев, Орешников, Макеев (Анищенко, 52), Корчагин, Аверьянов, Циклаури, Булатов, Авалян (к) |                  |       |                |                                                                 |

| 6 июля 15 тур | Крылья Советов | 0:2   | Ростсельмаш (Ростов-на-Дону) | Тольятти                                                |
| |                | отчёт | 9′ Герасименко · 57′ Маслов  | Стадион: Торпедо Зрителей: 2000 Судья: Кожухов (Москва) |
| Крылья Советов: Ю.Шишкин, С.Шишкин, Мазур, Резанцев, Орешников, Анищенко (Макеев, 50), Цыганков, Аверьянов, Циклаури (Лагутко, 60), Булатов, Авалян (к) (Цилюрик, 75) Ростсельмаш (Ростов-на-Дону): Девадзе, Бондарь, Градиленко, Нечай, Дядюк (к), Лоськов, Антонович (Мацыгура, 87), Коваленко, Герасименко (Воробьев, 74), Агеев (Голубкин, 85), Маслов |                |       |                              |                                                         |

| 10 июля 16 тур | Зенит (Санкт-Петербург) | 1:0   | Крылья Советов | Санкт-Петербург                                                    |
| | Боков 2′                | отчёт |                | Стадион: Петровский Зрителей: 7000 Судья: Валентин Иванов (Москва) |
| Зенит (Санкт-Петербург): Окрошидзе, Давыдов, Кондрашов, Боков, Попов, Данилов, Хомуха, О.Дмитриев (Угаров, 71), Зазулин (Матвеев, 75), Кулик (к) (Еремин, 75), Зубко Крылья Советов: Ю.Шишкин, Цилюрик, Мазур, Анищенко, Орешников, Макеев, Цыганков, Аверьянов, Циклаури, Булатов, Авалян (к) |                         |       |                |                                                                    |

| 17 июля 17 тур | Крылья Советов                  | 0:3 (т.п.) | Жемчужина (Сочи)                | Тольятти                                                   |
| | Мазур 47′ (пен.) · Циклаури 75′ | отчёт      | 37′ Гогричиани · 62′ Гогиашвили | Стадион: Торпедо Зрителей: 2000 Судья: Геннадий Куличенков |
| Крылья Советов: Ю.Шишкин, Цилюрик, Мазур, Резанцев, Орешников (Минашвили, 75), Макеев, Цыганков, Аверьянов (Корчагин, 64), Лагутко (Циклаури, 29), Булатов, Авалян (к) Жемчужина (Сочи): Крюков, Горелов (Бондарев, 67), Новгородов, Гальмаков, Ещенко, Горшков, Кузнецов, Панферов (Гогиашвили, 21), Гогричиани, Джанашия (Игнатьев, 63), Богатырев (к) |                                 |            |                                 |                                                            |

| 24 июля 18 тур | Крылья Советов | 1:1   | Алания (Владикавказ) | Самара                                                              |
| | Булатов 51′    | отчёт | 16′ Тедеев           | Стадион: Металлург Зрителей: 18 000 Судья: Сергей Хусаинов (Москва) |
| Крылья Советов: Ю.Шишкин, С.Шишкин (Цилюрик, 86), Мазур, Резанцев, Орешников, Макеев (Циклаури, 64), Цыганков, Аверьянов, Минашвили (Анищенко, 80), Булатов, Авалян (к) Алания (Владикавказ): Хапов, Ревишвили (Боциев, 63), Скиш, Корниенко, И.Джиоев (к), Тетрадзе, Тедеев (Битаров, 81), Яновский, Агаев, Канищев, Сулейманов (Сергеев, 80) |                |       |                      |                                                                     |

| 27 июля 19 тур | Балтика (Калининград)                                         | 5:0   | Крылья Советов | Калининград                                                 |
| | Навоченко 6′ · Булатов 22′, 44′, 61′ (пен.) · Р.Аджинджал 85′ | отчёт |                | Стадион: Балтика Зрителей: 17 000 Судья: Игорь Синер (Омск) |
| Балтика (Калининград): Помазун, Малай, Перминов, Баранов, Даев, Б.Аджинджал, Навоченко, Никифоров (Румянцев, 46), Низовцев, Булатов (Р.Аджинджал, 67), Силин (к) (Шуканов, 62) Крылья Советов: Ю.Шишкин, С.Шишкин, Мазур, Резанцев, Орешников (Минашвили, 75), Цилюрик (Циклаури, 37), Цыганков, Аверьянов (Корчагин, 75), Сафронов, Анищенко, Авалян (к) |                                                               |       |                |                                                             |

| 31 июля 20 тур | Крылья Советов | 1:0   | Черноморец (Новороссийск) | Самара                                                                  |
| | Аверьянов 68′  | отчёт |                           | Стадион: Металлург Зрителей: 13 000 Судья: Владимир Овчинников (Москва) |
| Крылья Советов: Ю.Шишкин, С.Шишкин, Мазур, Резанцев, Орешников, Макеев, Цыганков, Аверьянов, Сафронов (Цилюрик, 88), Булатов, Авалян (к) (Циклаури, 64, Махлюф, 81) Черноморец (Новороссийск): Руденко, Шкурин, Русановский (Гордиюк, 75), Епископосян, Морочко, Майоров, Русак, Герасимов (Масалитин, 46), Березнер (к), Спандерашвили, Берадзе (Поздняков, 66) |                |       |                           |                                                                         |

| 7 августа 21 тур | Локомотив (Москва)   | 1:1   | Крылья Советов | Москва                                                               |
| | Косолапов 51′ (пен.) | отчёт | 64′ Махлюф     | Стадион: Локомотив Зрителей: 1000 Судья: Лом-Али Ибрагимов (Грозный) |
| Локомотив (Москва): Овчинников, Черевченко, Дроздов, Харлачев, Оганесян (Гарас, 46), Чугайнов, Косолапов (к), Гуренко, Соломатин, Елышев (Маминов, 75), Гарин Крылья Советов: Ю.Шишкин, Цилюрик, Мазур, Резанцев, Орешников (Буши, 61), Макеев, Цыганков, Аверьянов, Сафронов (Махлюф, 55), Булатов, Авалян (к) |                      |       |                |                                                                      |

| 10 августа 22 тур | Крылья Советов | 0:3 | Ротор (Волгоград)                        | Самара                                                              |
| |                |     | 33′ Беркетов · 72′ Абрамов · 90′ Бородин | Стадион: Металлург Зрителей: 13 000 Судья: Валентин Иванов (Москва) |
| Крылья Советов: Ю.Шишкин, С.Шишкин, Мазур, Резанцев, Орешников (Буши, 66), Макеев, Цыганков (Махлюф, 55), Аверьянов, Сафронов, Булатов (Циклаури, 79), Авалян (к) Ротор (Волгоград): Саморуков, Шмарко, Бурлаченко, Илюшин (Абрамов, 69), Беркетов (Бородин, 89), Борзенков, Корниец, Нидергаус (Геращенко, 81), Веретенников (к), Есипов, Орбу |                |     |                                          |                                                                     |

| 17 августа 23 тур | ЦСКА (Москва) | 1:2   | Крылья Советов            | Москва                                                        |
| | Леонидас 79′  | отчёт | 44′ Сафронов · 53′ Авалян | Стадион: Динамо Зрителей: 3200 Судья: Сергей Гусев (Тобольск) |
| ЦСКА (Москва): Новосадов, Самарони, Хохлов, Первушин, Ульянов (Мовсесьян, 46), Бушманов, Семак (к), Карсаков (Янкаускас, 46), Минько, Леонидас, Герасимов Крылья Советов: Ю.Шишкин, Цилюрик, Мазур, Резанцев, Орешников, Макеев, Цыганков (Корчагин, 88), Аверьянов, Сафронов, Булатов (Махлюф, 80), Авалян (к) |               |       |                           |                                                               |

| 21 августа 24 тур | Крылья Советов                 | 3:1   | Лада (Тольятти) | Самара                                                              |
| | Сафронов 10′ · Махлюф 61′, 87′ | отчёт | 62′ Малахов     | Стадион: Металлург Зрителей: 10 000 Судья: Виктор Филиппов (Москва) |
| Крылья Советов: Ю.Шишкин, Цилюрик, Мазур, Резанцев (С.Шишкин, 45), Орешников, Макеев, Цыганков, Аверьянов, Сафронов (Циклаури, 74), Булатов, Авалян (к) (Махлюф, 54) Лада (Тольятти): Гаус (к), Деменко, Табаков, Сепашвили (Никитин, 53), Зайцев, Колчин, Верещак, Бахарев (Малахов, 26), Филиппов (Павлюченко, 67), Мухадов, Емельянов |                                |       |                 |                                                                     |

| 24 августа 25 тур | Текстильщик–Энергия (Камышин) | 2:1   | Крылья Советов | Камышин                                        |
| | Гаглоев 16′ · Соловьёв 26′    | отчёт | 29′ Сафронов   | Зрителей: 5000 Судья: Гаряфий Жафяров (Москва) |
| Текстильщик–Энергия (Камышин): Корнюхин, Белов, Тернавский, Орлов, Ляпкин (Лысенко, 49), Гаглоев (Большаков, 88), Яремчук, Матвиенко, Соловьев, Суанов (Лемешко, 76), Наталушко (к) Крылья Советов: Ю.Шишкин, Цилюрик (С.Шишкин, 46), Мазур, Резанцев, Орешников, Макеев, Махлюф (Лагутко, 86), Аверьянов, Сафронов, Булатов, Авалян (к) (Циклаури, 74) |                               |       |                |                                                |

| 7 сентября 26 тур | Крылья Советов | 2:1 | Локомотив (Нижний Новгород) |  |

| 14 сентября 27 тур | Крылья Советов | 1:1 | Уралмаш (Екатеринбург) |  |

| 20 сентября 28 тур | Спартак (Москва)          | 2:0            | Крылья Советов | Москва                                                                   |
| | Кечинов 58′ · Тихонов 89′ | отчёт СМ отчёт |                | Стадион: Локомотив Зрителей: 5000 Судья: Тарас Безубяк (Санкт-Петербург) |
| Спартак (Москва): Филимонов, Ананко, Горлукович, Цымбаларь (к), Липко, Ширко (Джубанов, 66), Головской, Аленичев, Титов, Кечинов, Тихонов Крылья Советов: Ю. Шишкин, Цилюрик, Мазур, Резанцев, Орешников, Макеев, Цыганков, Аверьянов, Сафронов (Циклаури, 77), Булатов, Авалян (к) (Махлюф, 66) |                           |                |                |                                                                          |

| 29 тур |  | –:– |  |  |

| 30 тур |  | –:– |  |  |

| 31 тур |  | –:– |  |  |

| 32 тур |  | –:– |  |  |

| 33 тур |  | –:– |  |  |

| 34 тур |  | –:– |  |  |

## Кубок России
| 14 августа 1/16 финала | Томь (Томск) | 0:2   | Крылья Советов          | Томск                                                                |
| |              | отчёт | 9′ Булатов · 64′ Макеев | Стадион: Труд Зрителей: 6000 Судья: Николай Иванов (Санкт-Петербург) |
| Томь (Томск): Краснослободцев, Харламов, Долгов, Каштанов, Коновалов, Ирзаев, Потехин, Пузанов, Кавецкий (Степанов, 77), Раззамазов (Стародубцев, 52, Ахиджак, 72), Себелев Крылья Советов: Ю.Шишкин, С.Шишкин, Мазур, Резанцев, Цилюрик, Буши (Орешников, 65), Цыганков, Махлюф (Аверьянов, 62), Сафронов, Булатов (Макеев, 30), Авалян (к) |              |       |                         |                                                                      |

## Игры и голы
| №.            | Нац.             | Позиция | Игрок               | Всего | Всего | Чемпионат | Чемпионат | Кубок | Кубок | Жемчужина (Сочи) | Жемчужина (Сочи) |
| №.            | Нац.             | Позиция | Игрок               | Игры  | Голы  | Игры      | Голы      | Игры  | Голы  | Игры             | Голы             |
| Вратари       |                  |         |                     |       |       |           |           |       |       |                  |                  |
| ------------- | ---------------- | ------- | ------------------- | ----- | ----- | --------- | --------- | ----- | ----- | ---------------- | ---------------- |
|               | Флаг России      | Вр      | Юрий Шишкин         | 35    | -37   | 33        | -35       | 1     | 0     | 1                | -2               |
| Защитники     |                  |         |                     |       |       |           |           |       |       |                  |                  |
|               | Флаг Украины     | Защ     | Василий Мазур       | 35    | 1     | 33        | 0         | 1     | 0     | 1                | 1                |
|               | Флаг Беларуси    | Защ     | Александр Орешников | 32    | 1     | 30        | 1         | 1     | 0     | 1                | 0                |
|               | Флаг Узбекистана | Защ     | Андрей Резанцев     | 31    | 1     | 29        | 1         | 1     | 0     | 1                | 0                |
|               | Флаг России      | Защ     | Сергей Макеев       | 29    | 2     | 27        | 1         | 1     | 1     | 1                | 0                |
|               | Флаг России      | Защ     | Сергей Шишкин       | 27    | 0     | 26        | 0         | 1     | 0     | -                | -                |
|               | Флаг России      | Защ     | Андрей Анищенко     | 10    | 0     | 10        | 0         | -     | -     | -                | -                |
|               | Флаг России      | Защ     | Сергей Грибов       | 10    | 0     | 10        | 0         | -     | -     | -                | -                |
| Полузащитники |                  |         |                     |       |       |           |           |       |       |                  |                  |
|               | Флаг России      | ПЗ      | Виктор Булатов      | 33    | 5     | 31        | 4         | 1     | 1     | 1                | 0                |
|               | Флаг России      | ПЗ      | Александр Аверьянов | 33    | 3     | 31        | 3         | 1     | 0     | 1                | 0                |
|               | Флаг России      | ПЗ      | Александр Цыганков  | 32    | 0     | 30        | 0         | 1     | 0     | 1                | 0                |
|               | Флаг России      | ПЗ      | Александр Цилюрик   | 25    | 0     | 23        | 0         | 1     | 0     | 1                | 0                |
|               | Флаг России      | ПЗ      | Сергей Корчагин     | 10    | 0     | 9         | 0         | 0     | 0     | 1                | 0                |
|               | Флаг Сирии       | ПЗ      | Нихад Буши          | 8     | 0     | 7         | 0         | 1     | 0     | -                | -                |
|               | Флаг России      | ПЗ      | Сергей Шмонин       | 5     | 0     | 5         | 0         | -     | -     | -                | -                |
| Нападающие    |                  |         |                     |       |       |           |           |       |       |                  |                  |
|               | Флаг Армении     | Нап     | Гарник Авалян       | 34    | 3     | 32        | 3         | 1     | 0     | 1                | 0                |
|               | Флаг России      | Нап     | Зураб Циклаури      | 28    | 5     | 27        | 4         | 0     | 0     | 1                | 1                |
|               | Флаг Грузии      | Нап     | Мамука Минашвили    | 17    | 3     | 16        | 3         | 0     | 0     | 1                | 0                |
|               | Флаг России      | Нап     | Виталий Сафронов    | 16    | 5     | 15        | 5         | 1     | 0     | -                | -                |
|               | Флаг Сирии       | Нап     | Анас Махлюф         | 12    | 6     | 11        | 6         | 1     | 0     | -                | -                |
|               | Флаг Беларуси    | Нап     | Сергей Лагутко      | 10    | 0     | 9         | 0         | 0     | 0     | 1                | 0                |